# Хавијер Маскерано
Хавијер Алехандро Маскерано (шп. Javier Alejandro Mascherano; шпански изговор: [mastʃeˈɾano], италијански изговор: [maskeˈraːno]; правилније је Масчерано; Сан Лоренцо, 8. јун 1984) бивши је аргентински фудбалер који је играо као дефанзивни везни и централни бек.
Са репрезентацијом је освојио две златне олимпијске медаље, у Атини 2004. и Пекингу 2008. Предводио је Аргентину као капитен на Светском првенству 2010. у Јужноафричкој републици.

## Клупска каријера

### Ривер Плејт
Хавијер Маскерано је каријеру започео у аргентинском клубу Ривер Плејт 3. августа 2003. против екипе Нуева Чикаго. Ривер је ту утакмицу победио 2:1. Тада је Маскерано већ играо за јуниорску репрезентацију Аргентине и вратио се са ФИФА СП-а за младе 2003. Такође је учествовао у победи Ривера 4:3 против перуанског клуба Циенцијана у финалу Копа Судамерикане (јужноамеричкој верзији Лиги Европе).
Године 2004. Ривер је играо у Копа Либертадоресу и изгубио од Бока јуниорса. Након тог купа, неколико клубова је показало интересовање за Маскерана као што су Реал Мадрид и Депортиво ла Коруња, али Ривер Плејт је одбио све понуде. Сезона 2004/2005. није била добра за Ривер, који је завршио 3. у „Апертури“ и тек 10. у „Клаусури“ а изгубио је и у полуфиналу Копа Либертадорес од бразилског клуба Сао Паула. Након Купа Конфедерација у Немачкој 2005, Маскерана је приметио бразилски клуб Коринтијанс и довео за 15.000.000 долара.

### Коринтијанс
Маскерано је у Коринтијанс дошао у полусезони бразилске лиге. Након само девет одиграних утакмица за бразилски клуб, задобио је фрактуру левог стопала и био изгубљен за остатак сезоне. Вратио се у Аргентину, где су га и оперисали тамошњи лекари. Повређен је био шест месеци и пропустио почетак нове бразилске сезоне и почетак Копа Либертадорес. Вратио се управо у сусрету са бившим клубом Ривер Плејтом, против кога су Бразилци изгубили.
Иако је било заинтересованости европских клубова за њега, Хавијер је остао са Коринтијансом до краја и борио се за опстанак у лиги. У летњем прелазном року прешао је у енглески Вест Хем јунајтед са својим саиграчем из клуба и репрезентације Карлосом Тевезом.

### Вест Хем јунајтед
Пре Маскерановог доласка у Вест Хем у лето 2006, клуб је у првенству имао једну победу, један нерешен резултат и један пораз, да би након тога упао у велику кризу, што играчку, што финансијску. Вест Хем је одлучио продати неке играче, а на листу је дошао и Маскерано. У јануару 2007, Ливерпул је послао понуду за позајмицу Маскерана што је Вест Хем прихватио.

### Ливерпул
10. фебруара 2007. Маскерано је дошао на позајмицу у Ливерпул. Одмах је добио број 20 у Лиги шампиона. Прву утакмицу одиграо је против Шефилд Јунајтеда и тренер Рафаел Бенитез га је одмах након утакмице похвалио, баш као и саиграча Стивена Џерарда.
Након утакмице против Арсенала, Бенитез га је прозвао „звер од играча“. Прву утакмицу у Лиги шампиона Маскерано је одиграо у осмини финала против ПСВ Ајндховена, а „Редси“ су победили. Те године Ливерпул је поражен 1:2 од Милана у финалу Лиге шампиона.
Након месеци нагађања, Маскерано је потписао четворогодишњи уговор са Ливерпулом који га веже до 2012. године. Претпоставља се да је уговор коштао око 18.000.000 фунти Први погодак у Премијер лиги Хавијер је постигао против Рединга у марту 2008.

### Барселона
Маскерано је 28. августа 2010. прешао за 21.000.000 евра у шпанску Барселону. Маскерано је дебитовао за Барселону у утакмици против Херкулеса (пораз од 2:0).

### Крај каријере
Маскерано је 15. новембра 2020. године објавио крај своје играчке каријере.

## Репрезентативна каријера
За аргентинску репрезентацију је дебитовао 2003. године. На Олимпијским играма 2004. и 2008. освојио је златну медаљу. Капитенску траку у репрезентацији преузео је крајем 2009. Од Хавијера Занетија.

## Трофеји

### Клупски
Ривер Плејт
- Првенство Аргентине (1) : 2003/04. (Клаусура)

Коринтијанс
- Првенство Бразила (1) : 2005.

Барселона
- Првенство Шпаније (4) : 2010/11, 2012/13, 2014/15, 2015/16.
- Куп Шпаније (4) : 2011/12, 2014/15, 2015/16, 2016/17.
- Суперкуп Шпаније (3) : 2011, 2013, 2016.
- Лига шампиона (2) : 2010/11, 2014/15.
- УЕФА суперкуп (2) : 2011, 2015.
- Светско клупско првенство (2) : 2011, 2015.